# غريث ماير
غريث ماير (بالدنماركية: Grethe Meyer)‏ هي فنانة ومهندسة معمارية ومصممة دنماركية، ولدت في 8 أبريل 1918 في سفينبورغ في الدنمارك، وتوفيت في 25 يونيو 2008.